# Cahul, Bolgrad și Ismail

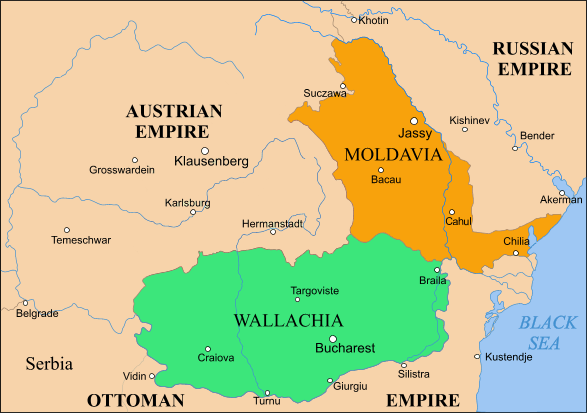
Moldova 1856-1859

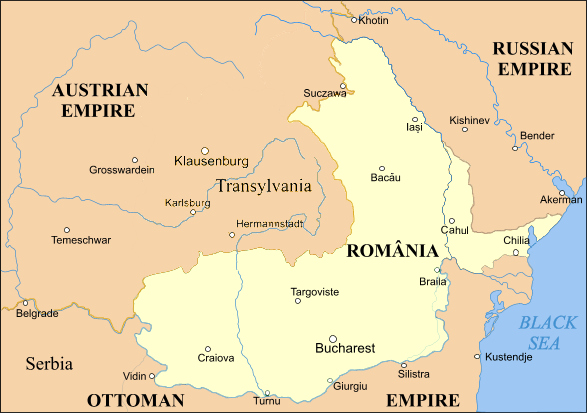
România 1859-1878

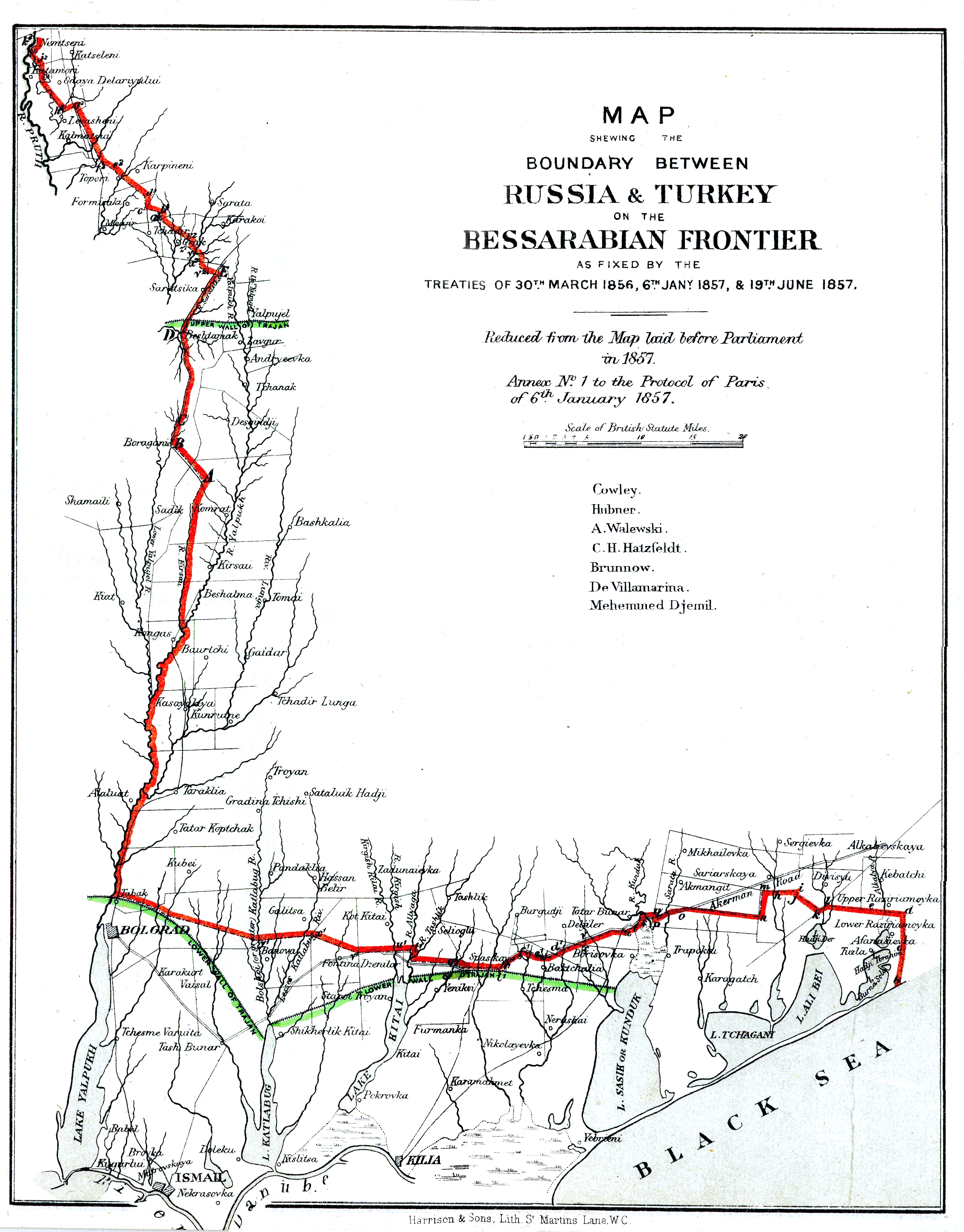
Trasarea frontierei nordice

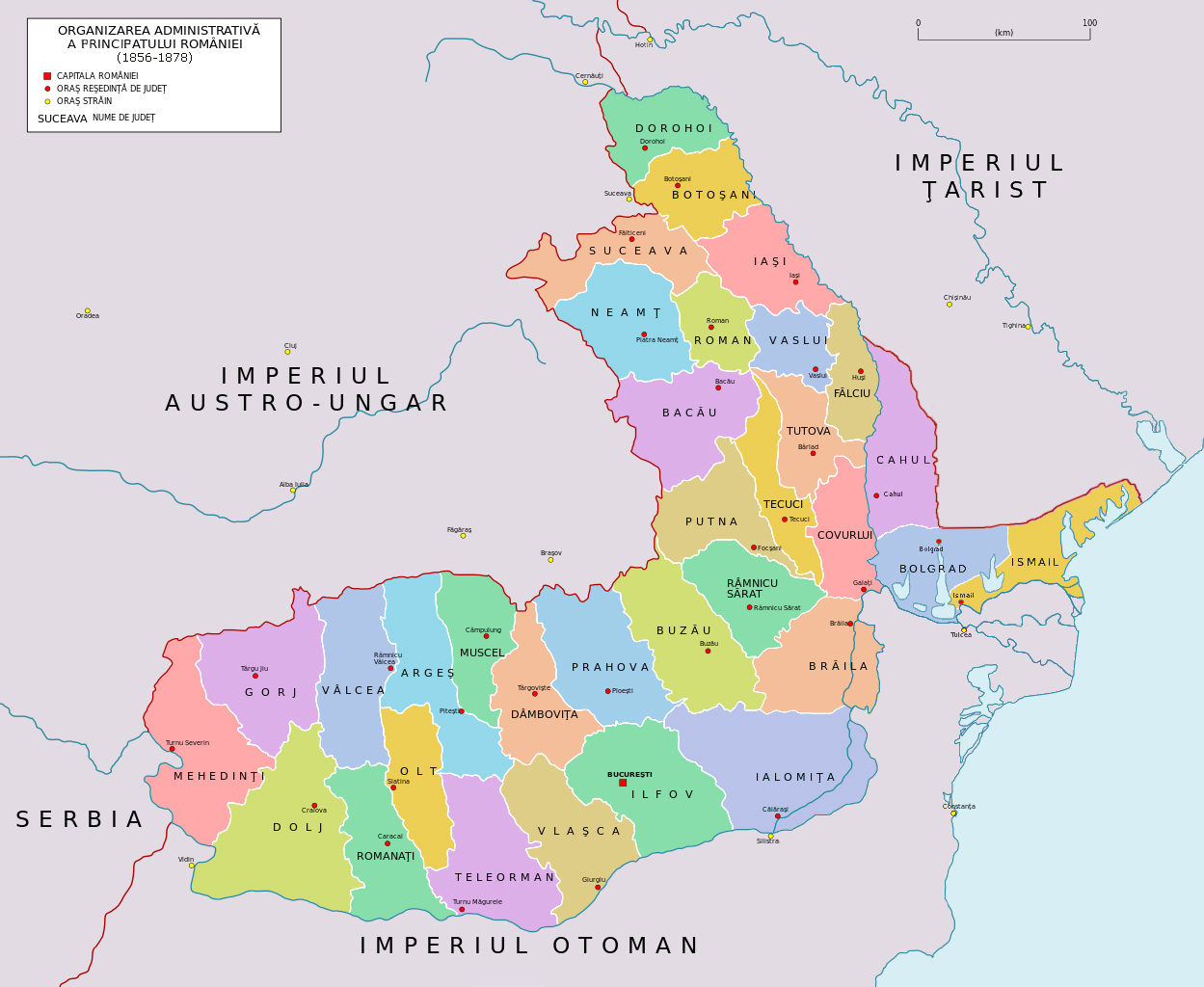
Județele României 1859-1878

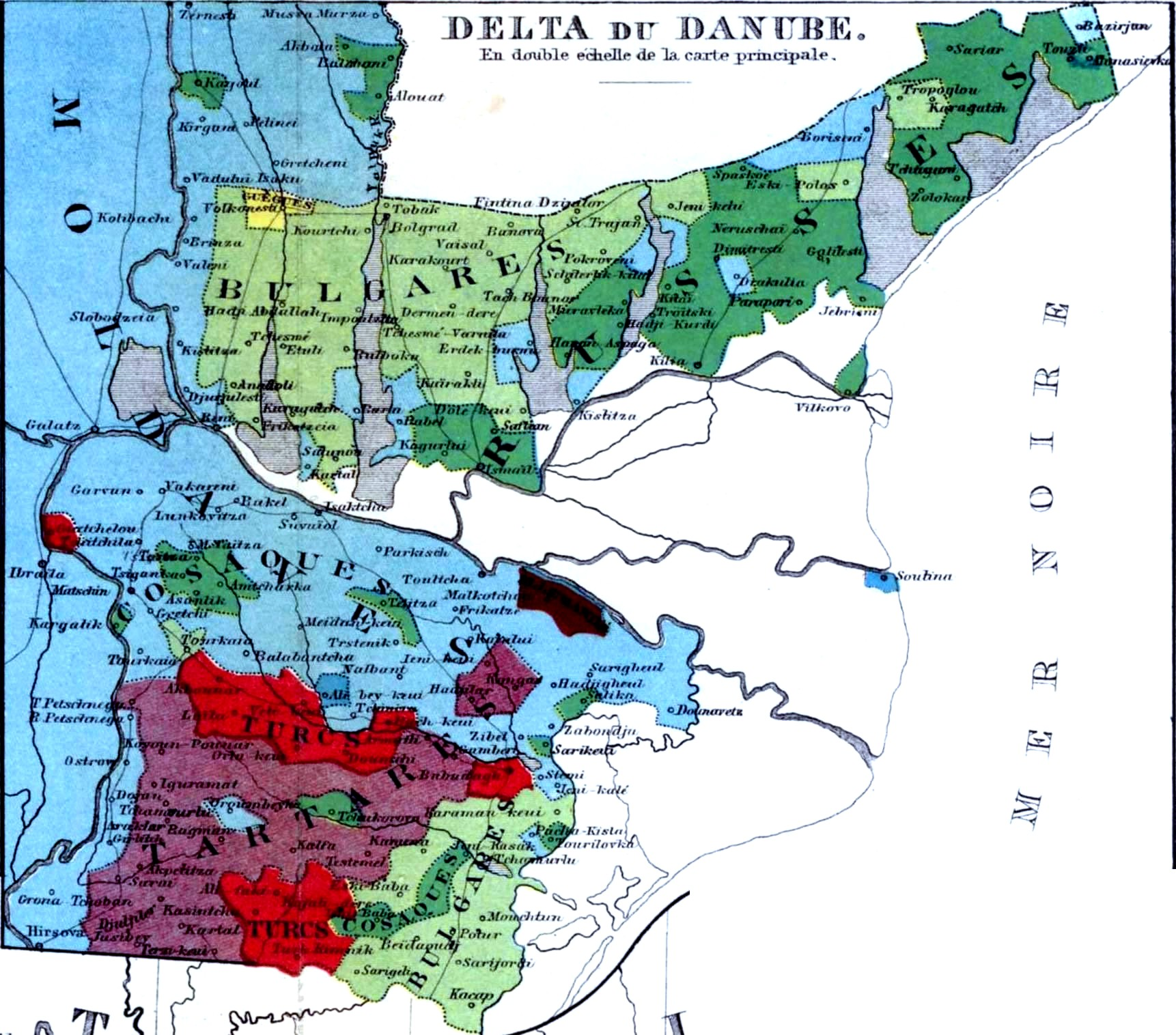
Harta etnică a gurilor Dunării din 1861. (Vezi și legenda)

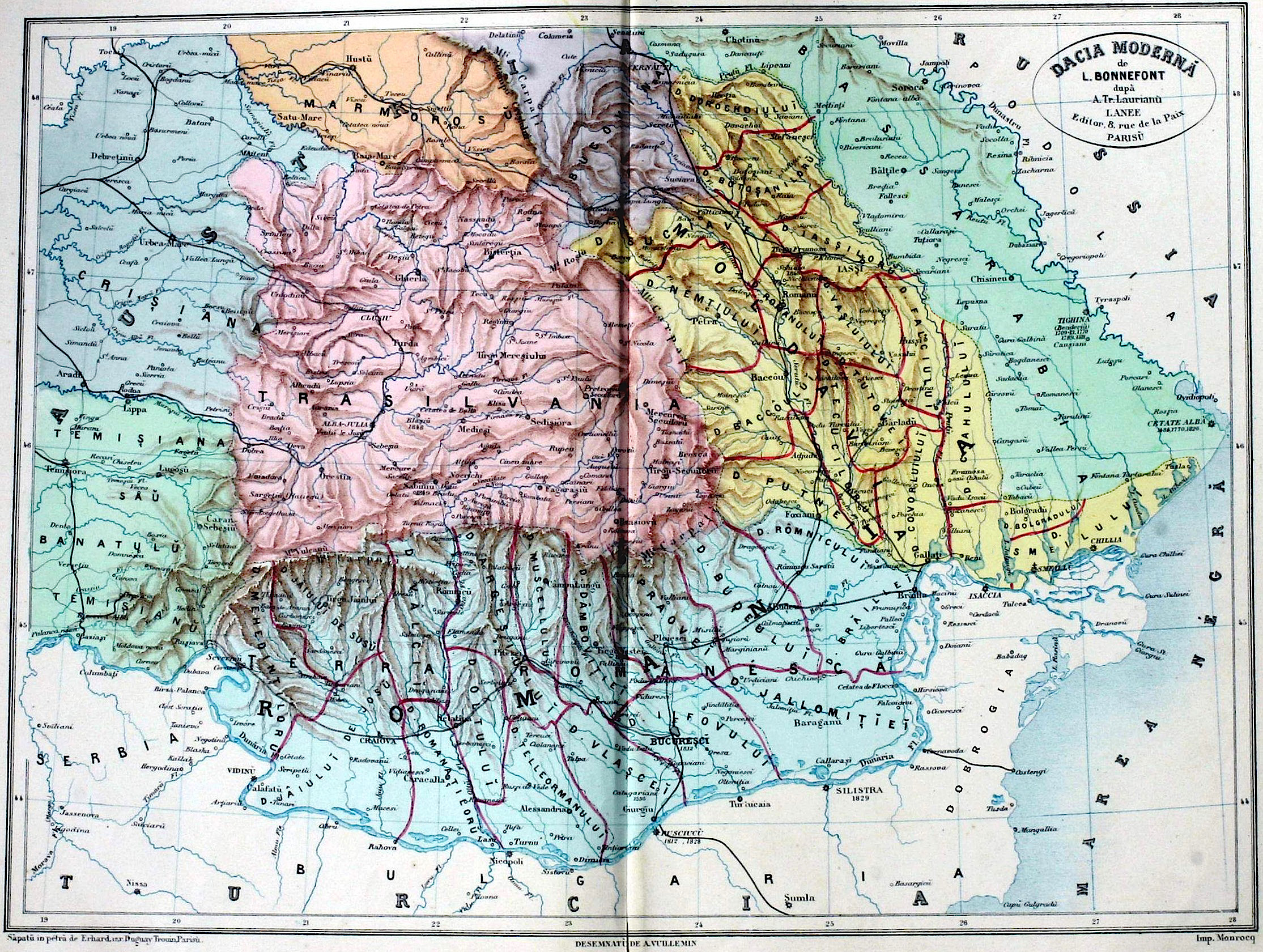
Harta regiunilor tradiționale ale României în 1868 (se pot observa denumirile alternative de Frumoasa pentru Cahul și de Smeilu pentru Izmail)

Cahul, Bolgrad și Ismail este denumirea dată teritoriului din sud-vestul Basarabiei care în urma Tratatului de la Paris din 1856, ce încheia Războiul Crimeii (1853-1856), a fost retrocedat Moldovei de către Rusia, aceasta pierzând astfel accesul la gurile Dunării. În urma unirii Moldovei cu Țara Românească din 1859, această zonă (organizată administrativ în trei județe: Cahul, Bolgrad și Ismail) a intrat în componența noului stat România (numit până în 1862 „Principatele Unite ale Moldovei și Țării Românești”). În urma Tratatului de pace de la Berlin din 1878, România a cedat Rusiei acest teritoriu de 8,694 km2, primind în schimb Dobrogea cu o suprafață de 15.536 km2.

## Date geografice
Regiunea Cahul, Bolgrad și Ismail avea o suprafață de 10.288 de verste. Limita sudică era Dunărea și talvegul brațului Chilia, cea vestică era râul Prut, cea estică era Marea Neagră iar cea nordică o frontieră terestră, urmând de la nord către sud aliniamentul Nemțeni-Bolgrad și de la vest către est aliniamentul Bolgrad-Tuzla (la vest de lacul Alibei), ajungând la Marea Neagră la capul Balaban. În perioada interbelică, acest teritoriu era cuprins aproximativ (dar nu cu exactitate) de județele Cahul și Ismail. În prezent, teritoriul face parte din Republica Moldova și Ucraina.

## Populația
Populația acestui teritoriu era de 127.330 persoane. La vest de lacul Cahul populația era majoritar românească. La răsărit de acesta populația era mixtă, aici locuind pe lângă români și o importantă populație bulgărească, găgăuză și lipoveană. În Caracurt trăiau albanezi.

## Istoric
Înfrîntă în Crimeea, de către Marile Puteri aliate Turciei, Rusia este nevoită, în 1856, să întoarcă Principatului Moldovei o bună parte din Bugeac: vestul și toată linia Dunării, inclusiv o îngustă ieșire la mare în dreptul satului Jibrieni, cu o suprafață totală de 10.977 km². Restituirea acestor teritorii s-a făcut în urma unor complicate negocieri între Franța, Austria, Anglia și Rusia (Imperiul Otoman, și cu atît mai mult Principatele române, erau spectatori).
Deși cunoștea prea bine, fie și numai din rapoartele consulului de la Iași, Victor Place, românitatea întregii Basarabii, Napoleon al III-lea al Franței a dorit să menajeze Rusia, un posibil viitor aliat, și nu a impus, ca de altfel nici Austria, părăsirea întregii Basarabii, teritoriu ocupat cu puține decenii înainte, ci doar a malurilor Dunării. De altfel, Tratatul de pace de la Paris, din 30 martie 1856, a fost modificat printr-un protocol, care înapoia direct Turciei Delta și Insula Șerpilor, atribuite inițial Moldovei; memorandumul Adunării ad-hoc de la Iași, prin care se argumenta românitatea Deltei și se cerea restituirea sa, a fost ignorat. Totodată, Rusia reușea să recâștige, în schimbul orașului Bolgrad, din care făcuse o chestiune de amploare europeană, 329 de verste pătrate (cca. 350 km2) din pământul basarabean retrocedat, inițial, Principatului Moldovei.
În teritoriile revenite la Moldova s-au păstrat toate drepturile coloniștilor bulgari și găgăuzi așezați după 1812 de administrația rusă, precum și posesiunile lor. Divanul a aprobat, prin lege, funcționarea școlilor primare de limbă bulgară, avînd ca obiect de studiu și limba română. A fost sprijinită înființarea unei biblioteci și a unei tipografii la Bolgrad (1860). De asemenea, încă din 1858 s-a deschis Liceul bulgar din Bolgrad, care a primit și o bază economică, și anume dreptul de exploatare a lacurilor dunărene. Acest liceu, deschis în Bugeac înaintea vreunei școli similare de limbă română, a avut rolul cel mai important în formarea generației care a restabilit statalitatea Bulgariei.
O vreme, atitudinea coloniștilor bulgari față de administrația românească a fost de respingere violentă; s-au revoltat în 1860, au cerut guvernare directă de la Istanbul, iar către cancelariile diplomatice au redactat proteste și au publicat broșuri precum "Les atrocites du gouvernement moldave" (1861). Ele au fost primite cu răceală pentru că, așa cum a recunoscut unul dintre autori, nu atât necazurile pricinuite de unii funcționari, cât banii și instigațiile Imperiului Țarist i-au îndemnat la agitații. În scurt timp, emițându-se și un decret ce întărea drepturile acestei minorități, tensiunea se risipește.
Bugeacul a făcut parte din statul român, constituit în acei ani, prin dubla alegere, la Iași și București, a domnului Alexandru Ioan Cuza (1859 - 1866). Reformele legendarului Cuza-Vodă și ale primului său ministru, Mihail Kogălniceanu (ale cărui origini sunt într-adevăr legate de Kogîlnicul Bugeacului) au determinat stabilirea capitalei române la București, organizarea armatei și a jandarmeriei, a învățămîntului primar gratuit și obligatoriu, a primelor Universități (Iași și București); de asemenea, a fost secularizată averea mănăstirilor (care ocupau un sfert din pământuri și erau controlate de clerul grec), s-a impus sistemul metric ("ocaua lui Cuza") și, mai ales, s-a realizat actul de împroprietărire cu pământ a țăranilor (1864). Doi ani mai târziu, primul domnitor al României a fost constrâns să abdice. Statul s-a menținut sub forma unui principat, apoi (1881) a unui regat parlamentar, condus de Carol I de Hohenzollern (1866 - 1914).
Ținutul basarabean redobândit în 1856 a fost împărțit în trei județe: Cahul, Bolgrad și Ismail, cuprinzând comune urbane și comune rurale. În fiecare comună s-au înființat școli primare de băieți și de fete, precum și școli secundare la Ismail (Școala normală de învățători rurali, Seminarul ortodox, liceul, din 1873), Cahul (școală de catiheți); ființa, de asemenea, Liceul bulgar din Bolgrad. Cazinoul comercial din Ismail a întreținut și un gimnaziu de băieți, cu profil economic.
Tot la Ismail s-a organizat și Episcopia Dunării de Jos (1864), aici fiind intronizat eruditul ierarh Melchisedec Ștefănescu. Ea acoperea județele Ismail, Bolgrad, Covurlui și Brăila, în timp ce județul Cahul depindea de episcopia de la Huși. La început, situația bisericii din ținut fusese mai mult decît precară: în 1857 consistoriul ecleziastic pentru Basarabia socotea nu mai mult de zece preoți corespunzător pregătiți. În același an s-a deschis la Ismail o școală primară și seminarială, în limbile română și rusă. Seminarul de pe lîngă Episcopia Dunării de Jos s-a deschis în 1864, formînd preoți pentru județele mai sus amintite. Gavril Muzicescu, originar din Ismail, a funcționat cîțiva ani (1866 - 1871) ca profesor de muzică la acest seminar.
Bugeacul a fost reocupat de către Imperiul Rus în 1878. Trupele sale sosiseră în țară cu permisiunea, riguros condiționată, a României (convorbirile de la Balta - Liman) și trecuseră Dunărea, într-un nou război ruso-turc. După ce Carol I a proclamat Independența (10 mai 1877), armatele românești au fost solicitate, în urma înfrângerilor rusești, să treacă Dunărea la rândul lor și să participe la lupte. Turcii au fost respinși până aproape de Istanbul. Rusia și-a însușit o parte din teritoriul aliatei sale România, motivând că Basarabia este pentru sine o chestiune de onoare, că minoritatea bulgară de aici a fost prost tratată, că, în sfârșit, cedează României o parte din Imperiul Otoman - Dobrogea, până la linia Silistra - Mangalia (ulterior, orașul Silistra nu a mai fost atribuit României, vezi Județul Silistra Nou).
În ziarul Timpul, urmărind pas cu pas această tâlhărie, Mihai Eminescu indică termenii reali ai problemei, scriind "Dacă Rusia voiește într-adevăr să realizeze teoria granițelor naturale, atuncea ar trebui să anexeze toată România, dacă cerința de granițe naturale ar fi… un drept. Noi știm că sub pretextul de-a avea granițe naturale s-au putea cuceri universul întreg". În același timp, criticând teama și slăbiciunile politicienilor români, el a stabilit poziția de principiu față de insolența imperială: "Rusia voiește să ia Basarabia cu orice preț: noi nu primim nici un preț."
În toamna anului 1878, în urma hotărârilor Tratatului de pace de la Berlin, la care România nu a putut lua parte decât printr-un protest al ministrului de externe, Mihail Kogălniceanu, colțul de sud-vest al Basarabiei este reîncorporat Rusiei. S-a suprimat legătura românilor cu țara, s-a interzis alfabetul latin și apelativul de român, Episcopia Dunării de Jos a fost retrasă la Galați, slujbele bisericești au fost admise doar în rusește, în învățămînt au fost închise iarăși toate școlile românești, adică liceul clasic complet de la Bolgrad, o școală normală, un gimnaziu cu seminar, două gimnazii de fete, 7 școli primare urbane, 124 școli primare rurale. Până la prăbușirea Imperiului țarist, în 1917, nici o oră de curs nu s-a mai ținut, de altfel ca în toată Basarabia, în limba română.
Un fapt puțin cunoscut este că sistemul instituțional românesc a persistat, într-o anumită măsură, și după reanexarea din 1878. În Bugeacul fost românesc s-a păstrat ca diviziune administrativă județul (județele Cahul și Ismail), cu consilii, în loc de "zemstve", comune, în loc de obștii și "voloste". S-a păstrat și codul civil al României, în vigoare la data anexării.

## Diverse
În Moldova, vestea retrocedării măcar a unei părți din Basarabia a stârnit o mare bucurie: Vasile Alecsandri a scris atunci marșul "Drum bun", care a fost cântat de ostașii români la trecerea Prutului. Una din strofe era:
Hai cu Domnul Sfântul,
Haideți peste Prut,
Să păzim pământul
Care l-am avut.
Locuitorii acestui ținut au fost martori la unirea Moldovei cu Țara Românească din 1859. În proclamația sa către locuitorii Basarabiei din 1859, Alexandru Ioan Cuza zicea: "Venim printre voi ca Domn și ca Părinte ca să vă aducem bucurie și vindecarea rănilor de care ați pătimit până acuma: Noi dorim ca să primiți sosirea noastră în mijlocul vostru ca un semn de pace și de mângâiere." Locuitorii acestui ținut s-au bucurat de împroprietărirea clăcașilor, fiind izgoniți călugării greci care-i exploatau. De asemenea, locuitorii acestei zone a Basarabiei au fost martori la instaurarea lui Carol I de Hohenzollern în fruntea României în 1866, precum și la proclamarea independenței în 1877.

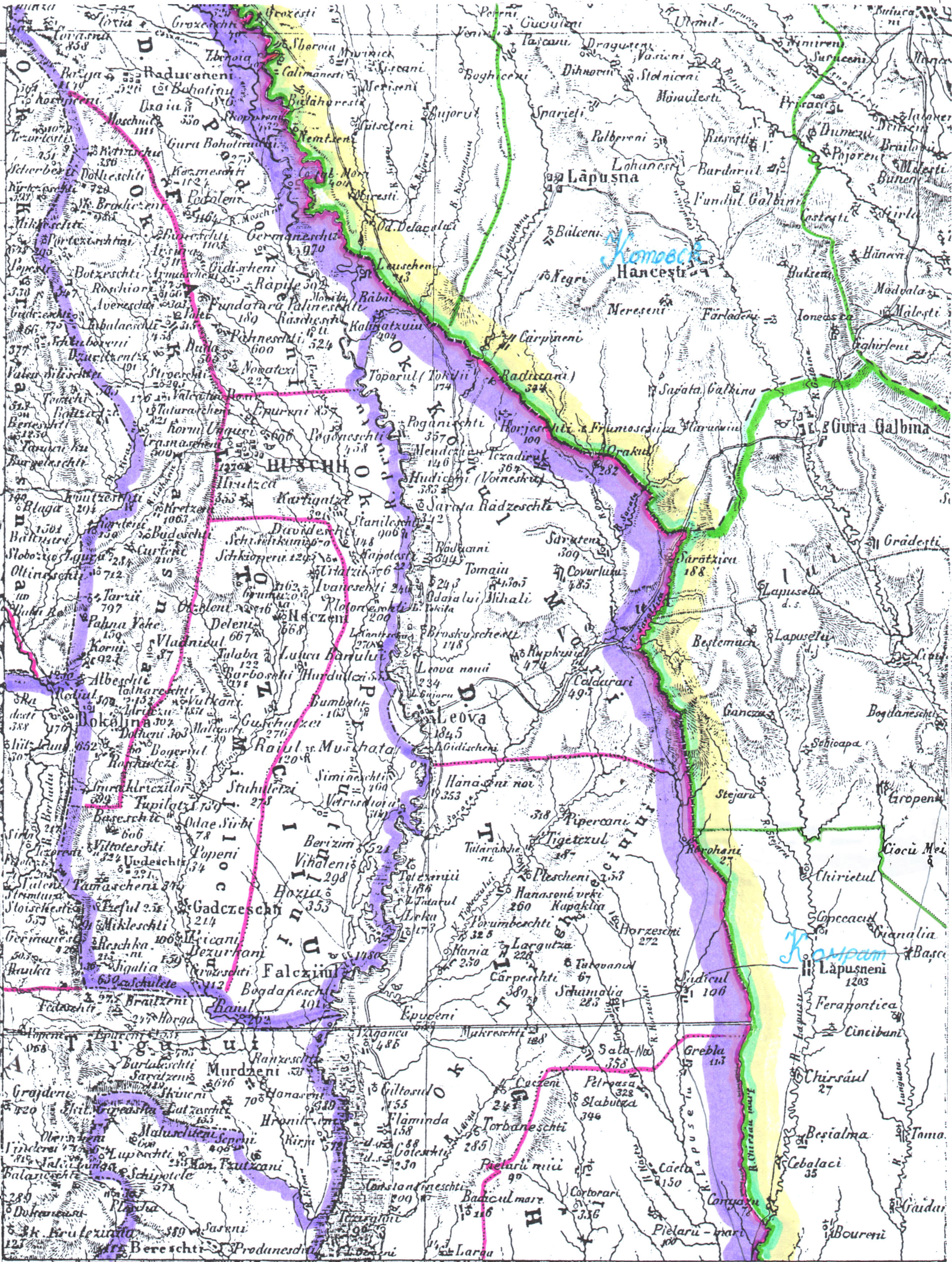
Charta Principateloru Unite ale României (1860, de George Filipescu-Dubău și Anton Parteni-Antoninu): foaia Hâncești/Leova/Comrat
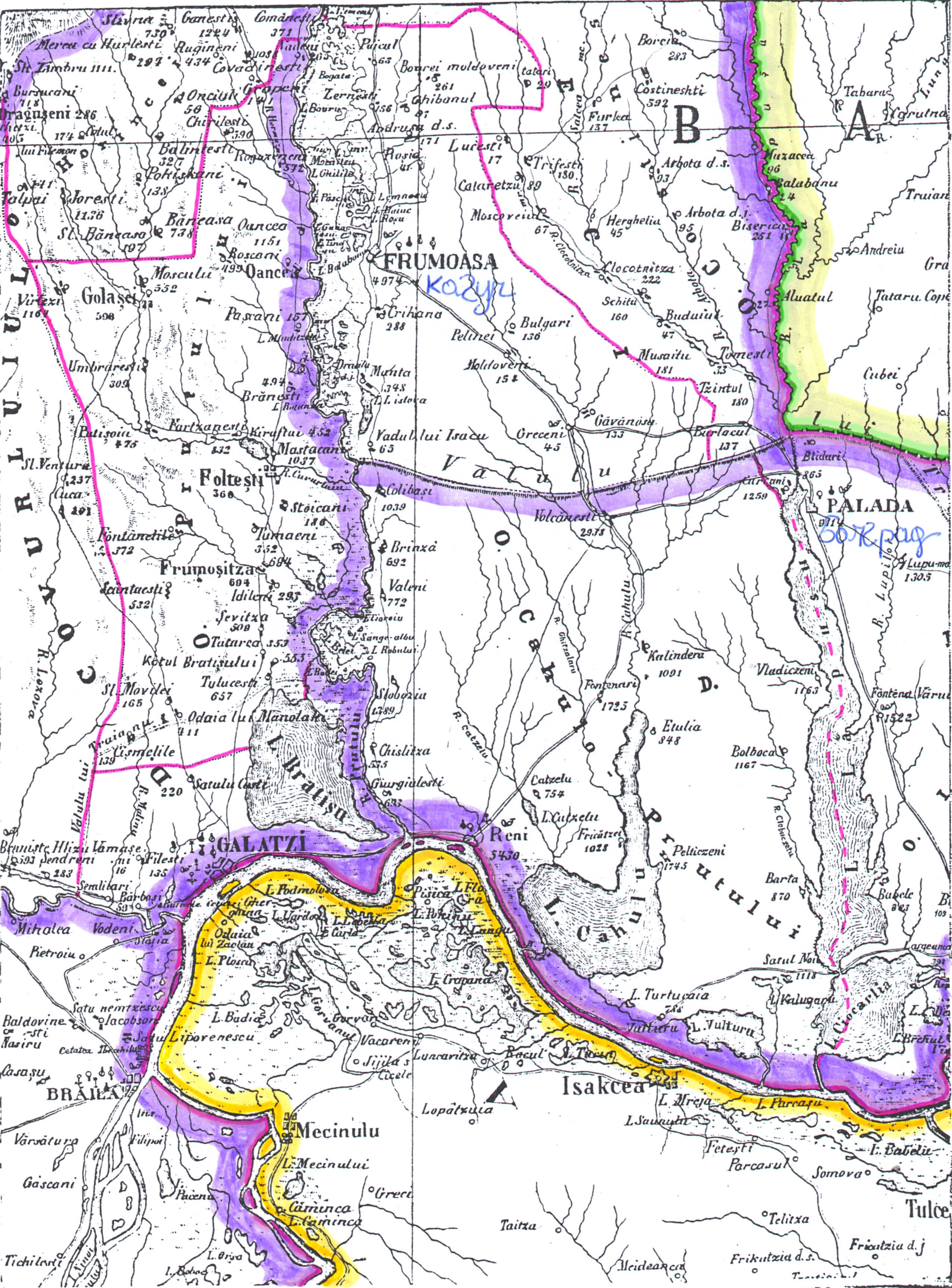
idem, foaia Reni/Bolgrad
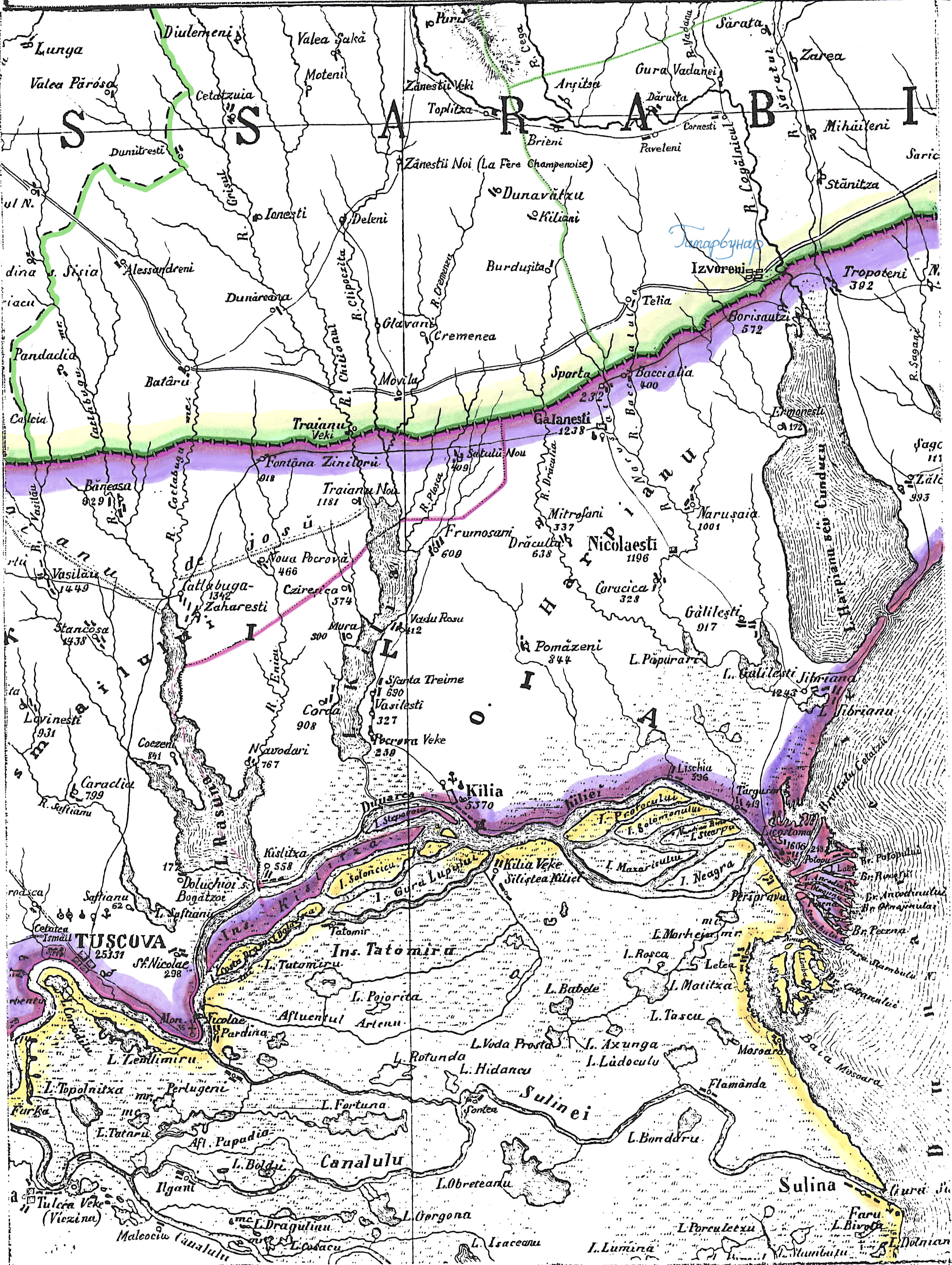
idem, foaia Izmail/Chilia
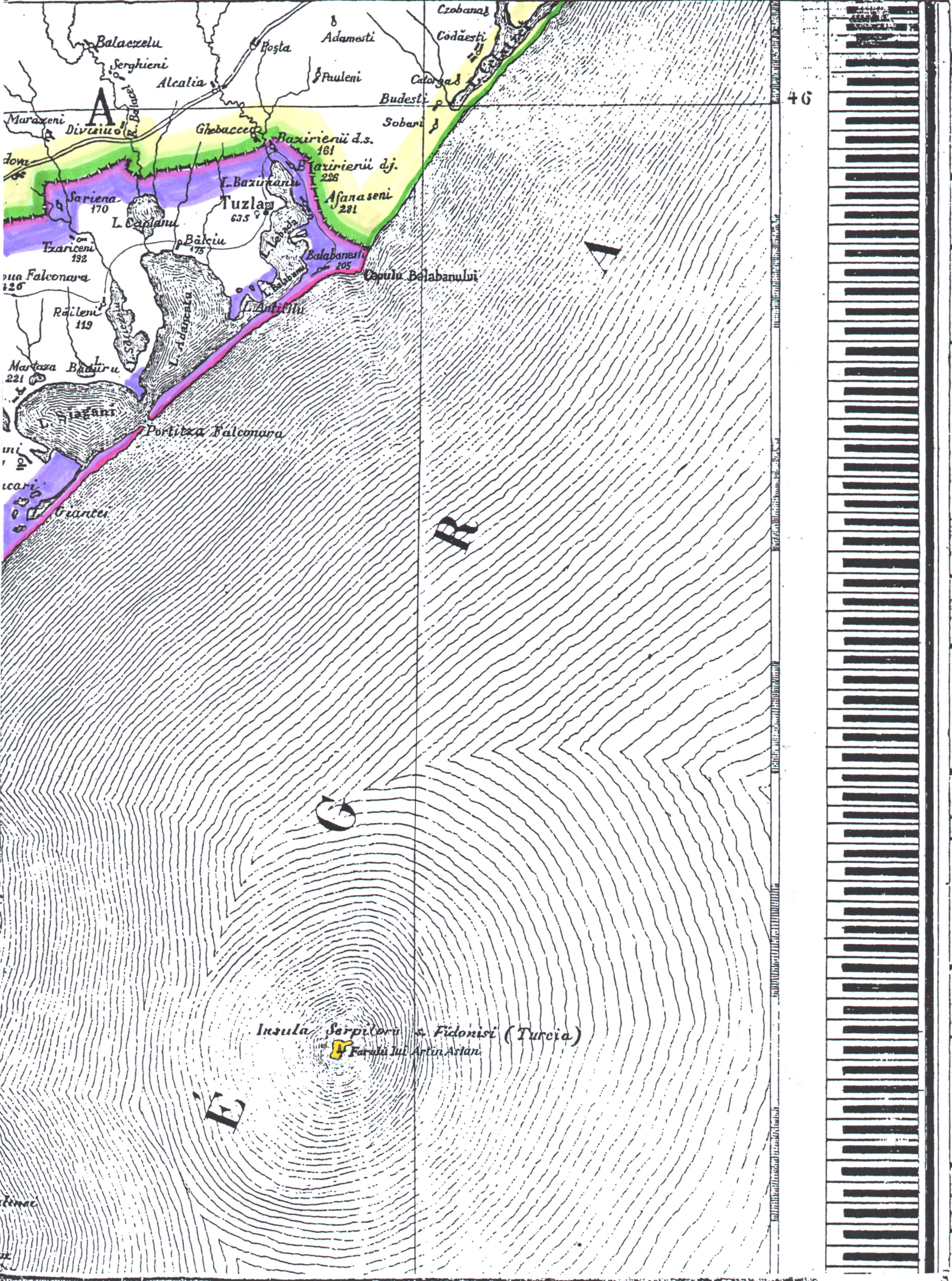
idem, foaia Tuzla din Bugeac.

Odată cu reinstaurarea administrației moldovenești a fost reintrodus sistemul legislativ moldovenesc. Acesta a fost păstrat de ruși chiar și după anexarea din 1878, făcând notă distinctă față de restul Basarabiei.
În 1864 a fost reînființată vechea eparhie a Ismailului, așezând în fruntea ei pe eruditul episcop Melchisedec Ștefănescu, care deschise pe lângă scaunul său episcopal și un seminar duhovnicesc pentru instruirea eparhioților săi.
Sub administrația românească au fost înființate un gimnaziu în Ismail și 125 de școli primare, aici fiind înscriși 7.000 băieți și 944 de fete. Bulgarii și găgăuzii, care populau o bună parte din regiune, continuară să beneficieze de toate drepturile și libertățile lor naționale, având ca centru orașul Bolgrad. În 1858 a fost construit un liceu bulgăresc (Gimnaziul din Bolgrad), fiind de altfel primul liceu bulgăresc (în Bulgaria, aflată sub jugul otoman, înființarea unei asemenea instituții nu era posibilă).
Mareșalul și omul politic Alexandru Averescu (1859 - 1938) provenea din această regiune. El s-a născut în satul Babele (azi Oziornoie) de pe malul lacului Ialpug, clasele primare urmîndu-le la Ismail. 
Localitatea Alexandru Ioan Cuza din Republica Moldova (raionul Cahul) poartă denumirea domnitorului sub care s-a înfăptuit unirea principatelor române, a căror teritoriu cuprindea și sudul Republicii Moldova de azi. Două emisiuni de mărci poștale moldovenești au fost dedicate lui Cuza:

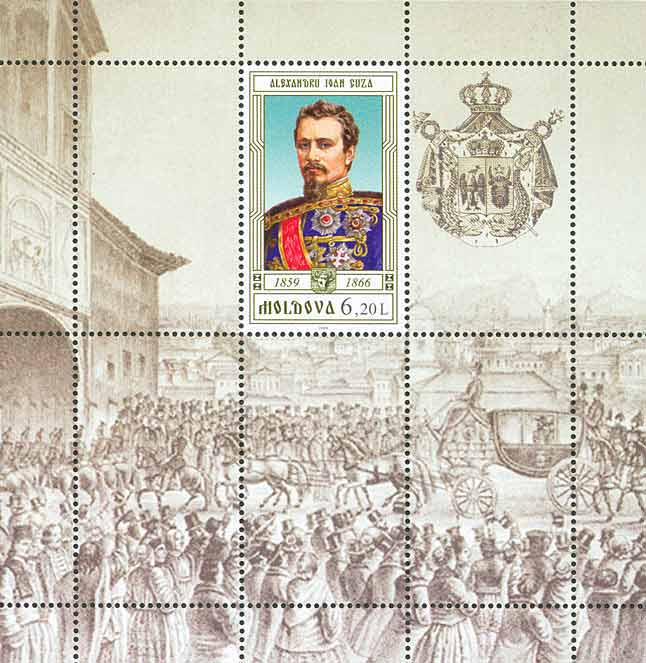
2008
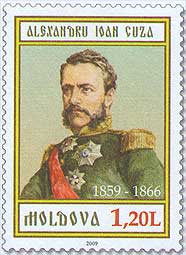
2009

## Câteva localități din județele Cahul, Bolgrad și Ismail
- Bolgrad
- Cahul
- Chilia Nouă
- Ismail
- Vadul lui Isac
- Văleni